# Guerra Civil Russa
A Guerra Civil Russa foi um conflito armado múltiplo que eclodiu no território do já dissolvido Império Russo, envolvendo o novo governo bolchevique, alçado ao poder desde a Revolução de Outubro de 1917, e seus opositores, incluindo militares do antigo exército tsarista, conservadores e liberais favoráveis à monarquia, além de grupos ligados à Igreja Ortodoxa Russa e a correntes socialistas minoritárias (mencheviques). A data exata do início do conflito é controversa entre os historiadores: alguns defendem que teria ocorrido logo após a Revolução de Outubro (em 7 de novembro de 1917, segundo o calendário gregoriano), enquanto que, para outros, teria sido na primavera de 1918. A guerra civil perdurou até 1923, embora a maior parte dos combates já tivesse cessado em 1921, com a vitória dos bolcheviques.
Durante este período, exércitos e militares de diversos matizes políticos se enfrentaram com o objetivo de implantar o seu próprio sistema. As partes em conflito incluíam: o Movimento Branco, formado por ex-generais czaristas; republicanos liberais (os "cadetes" ); o Exército Vermelho (bolchevique); milícias anarquistas (o Exército Insurgente Makhnovista, conhecido como  "Exército Negro"; durante a Revolução Ucraniana), o nacionalista Exército Verde; exércitos separatistas, como o Exército Azul; e tropas de ocupação estrangeiras. Excetuando as perdas territoriais devidas a movimentos separatistas, o Exército Vermelho foi o único vencedor do conflito, após o qual foi criado o Estado Soviético, sob liderança dos bolcheviques.
Aproveitando-se do verdadeiro caos em que o país se encontrava, as nações aliadas da Primeira Guerra Mundial resolveram intervir a favor do Exército Branco (czaristas e liberais). Tropas britânicas, neerlandesas, norte-americanas e japonesas desembarcaram tanto nas regiões ocidentais (Crimeia e Geórgia) como nas orientais (ocupação de Vladivostok e da Sibéria Oriental). Seus objetivos declarados eram: derrubar o governo bolchevique (que era favorável à paz com o Império Alemão) e instaurar um regime favorável à permanência da Rússia na guerra. Todavia, o objetivo  não declarado era evitar a propagação dos ideais comunistas pela Europa Ocidental mediante barreiras físicas — daí a expressão Cordon Sanitaire, utilizada em 1919 por Georges Clemenceau, primeiro-ministro da França -, além de promover o isolamento diplomático e comercial da Rússia, política adotada já nos primeiros anos da década de 1920, pelos países da Entente.
No terreno econômico, devido à situação de emergência e pelo próprio ímpeto revolucionário, o partido bolchevique instituiu o "comunismo de guerra". O dinheiro e as leis do mercado foram abolidas, sendo substituídos por uma economia dirigida baseada na tributação em gênero sobre cereais produzidos pelos camponeses. Uma das consequências negativas destas medidas foi desencorajarem o plantio, por levarem os camponeses a sentir que bastaria produzir para sustento de suas famílias, o que resultou em os centros urbanos ficarem sem alimentos, provocando um êxodo das cidades para o campo — Petrogrado (atual São Petersburgo) e Moscou viram sua população reduzir-se pela metade. Estes fatores iriam contribuído, na conjuntura da guerra civil e das intervenções estrangeiras, para a fome russa de 1921 — uma das maiores mortalidades na Rússia moderna, em que pereceram cerca de seis milhões de pessoas.

## Antecedentes
A Guerra Civil Russa foi precedida por um período de intensas turbulências políticas e sociais no Império Russo. A Primeira Guerra Mundial havia devastado o país, levando a enormes perdas humanas e uma economia em colapso. Em meio ao crescente descontentamento, a Revolução de Fevereiro de 1917 derrubou o czar Nicolau II, encerrando séculos de governo imperial. No entanto, o Governo Provisório Russo que assumiu o poder, liderado por Alexander Kerensky, falhou em retirar a Rússia da guerra e não conseguiu resolver as crises internas, como a fome e a distribuição desigual de terras. Esse cenário de instabilidade criou um ambiente propício para a Revolução de Outubro, ainda de 1917, quando os Bolcheviques, liderados por Vladimir Lenin, tomaram o poder em Petrogrado, prometendo "paz, terra e pão" ao povo.
A tomada do poder pelos Bolcheviques foi imediatamente contestada por várias forças políticas, sociais e regionais. O antigo regime czarista, oficiais militares leais ao Império (conhecidos como Movimento Branco), socialistas moderados, anarquistas, monarquistas e outras facções se uniram em uma resistência heterogênea contra os Bolcheviques. Além disso, potências estrangeiras, temendo a propagação do comunismo, começaram a intervir em apoio aos adversários dos Bolcheviques. Esse conflito de interesses e a oposição armada ao novo governo soviético rapidamente mergulharam o país em uma guerra civil brutal e prolongada.

## O conflito

Teatro europeu da Guerra Civil Russa.

No início da guerra, os Bolcheviques controlavam as áreas centrais da Rússia, incluindo as grandes cidades de Petrogrado e Moscou, que se tornou a nova capital soviética em 1918. O Exército Branco, no entanto, dominava periferias e áreas vastas, como o sul da Rússia, a Sibéria e o norte, além de contar com o apoio de potências estrangeiras como o Reino Unido, França, Estados Unidos e Japão, que temiam a propagação do comunismo.
Entre 1918 e 1919, o Exército Branco lançou várias ofensivas para tentar reconquistar o poder. No sul, o general Anton Denikin liderou uma campanha em direção a Moscou, chegando perto de capturá-la. No leste, o almirante Alexander Kolchak controlava vastas áreas da Sibéria e se proclamou "Governante Supremo" da Rússia. E no noroeste, as forças de Nikolai Yudenich ameaçaram Petrogrado. No entanto, os Bolcheviques, liderados por Leon Trotsky e seu eficiente Exército Vermelho, conseguiram resistir a essas ofensivas.
A partir de 1919, a maré começou a virar a favor dos Bolcheviques. Eles lançaram contra-ofensivas bem-sucedidas, aproveitando-se da desunião e falta de coordenação entre as diferentes facções Brancas. As forças de Denikin foram derrotadas e forçadas a recuar para a Crimeia, onde eventualmente foram evacuadas. Kolchak foi capturado e executado em 1920 e Yudenich também foi derrotado e depois aprisionado.

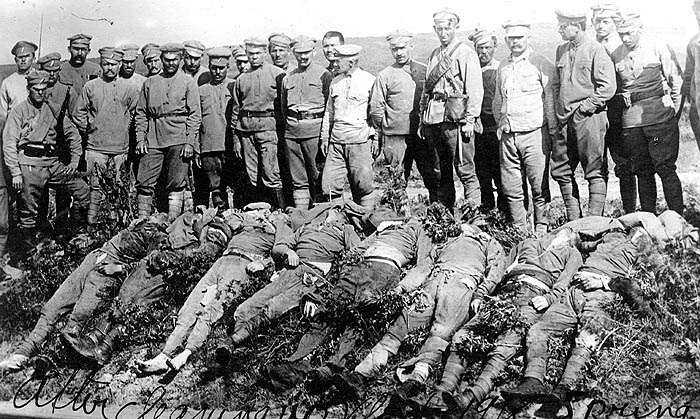
Legionários checoslovacos do 8º Regimento em Nikolsk-Ussuriysky mortos pelos bolcheviques, em 1918. Acima deles estão também membros da Legião Checoslovaca.

Em 1920, os Bolcheviques já controlavam a maior parte da Rússia europeia e da Sibéria. Os últimos focos de resistência dos Brancos foram eliminados na Crimeia, onde as forças lideradas por Pyotr Wrangel foram derrotadas e evacuadas. Ao mesmo tempo, as tropas estrangeiras começaram a se retirar, sinalizando o fim do apoio externo aos Brancos. O fim da guerra não veio com uma vitória numa batalha isolada, mas foi na verdade uma combinação de fatores. Em várias regiões e nações que compunham o antigo Império Russo viu a derrota dos comunistas, embora estes conseguissem se consolidar no poder em Moscou e Petrogrado. Desta maneira, a guerra terminou como começou, caótica.
O desfecho da Guerra Civil Russa teve consequências profundas e duradouras. A devastação da guerra deixou o país economicamente arrasado, com milhões de mortos, fome generalizada e infraestrutura em ruínas. A vitória dos bolcheviques levou à fundação da União Soviética em 1922, um novo estado socialista que buscava reconstruir a nação sob princípios comunistas. A guerra também consolidou o caráter autoritário do regime soviético, com o Partido Comunista mantendo controle rigoroso sobre todos os aspectos da vida, justificado pela necessidade de reconstruir e proteger o estado nascente de inimigos internos e externos.

## Consequências
A guerra terminou com uma vitória Bolchevique no atual território da Rússia. Os governos da República Russa e do Estado Russo haviam colapsado e a criação União Soviética viria um ano depois, em 1924. A Família Imperial Russa havia sido executada e movimento pró-Monarquia se enfraqueceu consideravelmente, com muitos monarquistas fugindo (perto de dois milhões de pessoas) e alguns se envolveram com movimentos partisans anti-comunistas. Estados bolcheviques foram estabelecidos na Mongólia e em Tuva. Muitos dos proeminentes intelectuais e ativistas russos foram expulsos do país. Contudo, vários territórios do antigo Império Russo ou se tornaram completamente independentes ou foram anexados por outras nações. Entre os países que conseguiram firmar sua independência estavam Finlândia, Estônia, Letônia, Lituânia e Polônia. Outros Estados, como Ucrânia, Bielorrússia, Geórgia, Armênia, Azerbaijão e Moldávia conquistaram independência parcial, tiveram partes dos seus territórios tomados por outros países ou acabaram voltando sob o controle bolchevique. Os ucranianos, por exemplo, mantiveram sua independência até o final de 1921, quando foram incorporados no que viria a ser a União Soviética.
Em termos humanos, os resultados da guerra civil foram impactantes em todo o território russo. O demógrafo soviético Boris Urlanis estimou que 300 000 homens foram mortos em combate durante a guerra givil russa e a Guerra Polaco-Soviética (125 000 no Exército Vermelho, 175 500 exércitos brancos e poloneses) e o número total de militares de ambos os lados mortos por doenças em 450 000 pessoas. Boris Sennikov estimou as perdas totais entre a população de região de Tambov em 1920 até 1922 resultantes da guerra, execuções e prisões em campos de concentração como aproximadamente 240 000 pessoas.

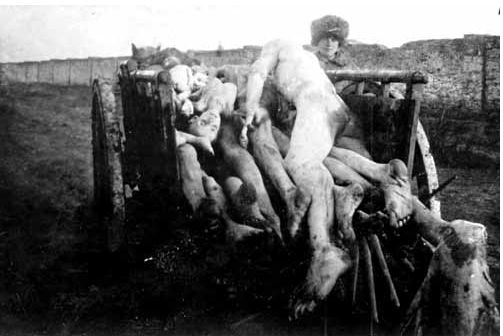
Vítimas da fome soviética em 1922.

Cerca de 10 milhões de vidas foram perdidas como resultado da Guerra Civil Russa, sendo que a esmagadora maioria delas foram vítimas civis. Não há consenso entre os historiadores ocidentais sobre o número de mortes causadas pelo Terror Vermelho. Uma fonte fornece estimativas de 28 mil execuções por ano, de dezembro de 1917 a fevereiro de 1922. As estimativas do número de pessoas baleadas durante o período inicial do Terror Vermelho são de pelo menos 10 000. As estimativas de execuções para todo o período chegam a um mínimo de 50 000 a até 140 000 ou 200 000 executados. A maioria das estimativas para o número total de execuções gira em torno de 100 000 pessoas mortas. De acordo com a investigação de Vadim Erlikhman, o número de vítimas do Terror Vermelho é de pelo menos 1 200 000 pessoas.
Ao final da guerra civil, a Rússia Soviética estava exausta e perto da ruína. Secas e problemas de distribuição de comida e requisição de alimentos, entre 1920 e 1921, causou enorme fome, matando milhões de pessoas. Doenças atingiram proporções pandêmicas, com pelo menos três milhões de pessoas morrendo de tifo durante a guerra. Outros milhões também morreram de fome generalizada, massacres em massa cometidos por ambos os lados e pogroms contra judeus na Ucrânia e no sul da Rússia. Até 1922, havia pelo menos sete milhões crianças de rua na Rússia como resultado de quase dez anos de devastação da Primeira Guerra Mundial e da guerra civil.
O comunismo de guerra salvou o governo soviético durante a guerra civil, mas grande parte da economia russa ficou paralisada. Alguns camponeses responderam às requisições de alimentos (Prodrazverstka) pelos soviéticos recusando-se a cultivar a terra. Em 1921, as terras cultivadas tinham diminuído para 62% da área anterior à guerra e o rendimento da colheita era apenas cerca de 37% do normal. O número de cavalos diminuiu de 35 milhões em 1916 para 24 milhões em 1920 e de gado de 58 para 37 milhões. A taxa de câmbio com o dólar americano caiu de dois rublos em 1914 para 1.200 Rbls em 1920. Entre 1921 e 1922, uma fome devastou os territórios russos, especialmente afetando áreas controladas pelos soviéticos. Perto de cinco milhões de pessoas morreram neste período.
A guerra civil teve um impacto devastador na economia russa. Um mercado negro surgiu na Rússia, apesar da ameaça da lei marcial contra a especulação. O rublo entrou em colapso, com o escambo substituindo cada vez mais o dinheiro como meio de troca e, em 1921, a produção da indústria pesada caiu para 20% dos níveis de 1913. Em torno de 90% dos salários foram pagos com bens e não com dinheiro. Cerca de 70% das locomotivas necessitavam de reparo e a requisição de alimentos, combinada com os efeitos de sete anos de guerra e uma seca severa, contribuíram para uma fome que causou entre 3 e 10 milhões de mortes. A produção de carvão diminuiu de 27,5 milhões de toneladas (1913) para 7 milhões de toneladas (1920), enquanto a produção industrial geral também diminuiu de 10 bilhões de rublos para 1 bilhão de rublos. Segundo o historiador David Christian, a colheita de grãos também foi reduzida de 80,1 milhões de toneladas (1913) para 46,5 milhões de toneladas (1920).